# Murō-Saisei-Lyrikpreis
Der Murō-Saisei-Lyrikpreis (jap. 室生犀星詩人賞, Murō Saisei Shijinshō) war ein von dem Dichter Murō Saisei gestifteter und von 1960 bis 1967 alljährlich in Japan vergebener Preis für herausragende Gedichtanthologien.

## Preisträger
- 1960 Takiguchi Masako für Aoi uma (青い馬) und für Kōtetsu no ashi (鋼鉄の足)
- 1961 Tomioka Taeko  für  Monogatari no akuru hi (物語の明くる日) und Tsutsumi Seiji für Ihōjin (異邦人)
- 1962 Die Preisvergabe wurde aufgrund des Ablebens von Murō Saisei ausgesetzt
- 1963 Aida Chieko für  Tori no machi (鳥の町) und Isomura Hideki für  Shitataru taiyō (したたる太陽)
- 1964 Satsuma Tadashi für  Umi no yūwaku (海の誘惑) und Yoshihara Sachiko für  Yōnen rentō (幼年連禱)
- 1965 Naka Tarō für  Ongaku (音楽) und Terakado Jin für  Yūjo (遊女) und Shinkawa Kazue für  Rōma no aki sono ta (ローマの秋・その他)
- 1966 Katō Ikuya für  Keiji jōgaku (形而情学) und Matsuda Yukio für  Shishū 1947-1965 (詩集1947－1965)
- 1967 Sekiguchi Atsushi für  Rika o utsu (梨花をうつ) und Kawai Sara für  Ai to wakare (愛と別れ) und Takada Toshiko für  Fuji (藤)